# Bàu Chinh
Bàu Chinh là một xã thuộc huyện Châu Đức, tỉnh Bà Rịa – Vũng Tàu, Việt Nam.

## Địa lý
Xã Bàu Chinh nằm ở trung tâm huyện Châu Đức, có vị trí địa lý:
- Phía đông giáp xã Bình Giã và xã Quảng Thành
- Phía tây giáp xã Láng Lớn
- Phía nam giáp thị trấn Ngãi Giao
- Phía bắc giáp thị trấn Kim Long.

Xã có diện tích 19,84 km², dân số năm 2004 là 6.529 người, mật độ dân số đạt 329 người/km².

## Lịch sử
Xã Bàu Chinh được thành lập vào ngày 24 tháng 12 năm 2004 trên cơ sở 1.134,46 ha diện tích tự nhiên và 3.544 người của thị trấn Ngãi Giao, 849,32 ha diện tích tự nhiên và 2.985 người của xã Kim Long.
Sau khi thành lập, xã có 1.983,78 ha diện tích tự nhiên và 6.529 người.